# Gouvernement Archangelgorod
Het gouvernement Archangelgorod (Russisch: Архангелогородская губерни, Archangelogorodskaja goebernija) was een gouvernement (goebernija) van het keizerrijk Rusland. Het gouvernement bestond van 1708 tot 1780. Het gouvernement ontstond uit het tsaardom Rusland en het gouvernement ging op in het gouvernement Kostroma en het gouvernement Vologda. Het gouvernement grensde aan de gouvernementen Siberië, Kazan, Moskou, Ingermanland, Zweden, de Witte Zee en de Barentszzee. Het gouvernement bestond uit elf oejazden. De hoofdstad was Archangelgorod (Argangel-gorod; Russische samentrekking van gorod (stad) en Archangelsk).

## Geschiedenis
Het gouvernement ontstond op 29 december 1708 door een oekaze van tsaar Peter I van Rusland. Net zoals alle gouvernementen die ontstonden stonden de grenzen niet vast, maar bestond het uit een aantal steden met omliggend gebied. De oejazd Jarensk werd overgedragen van het gouvernement Siberië naar het gouvernement Archangelgorod. 
Op 9 juli 1719 werd het gouvernement opgedeeld in vier provincies Archangelgorod, Vologda, Galitsj en Oestjoeg. De oejazden werden omgevormd tot districten, maar in 1727 werd dit weer ongedaan gemaakt. Het gouvernement bestond tot 1780 toen het opging in de gouvernementen Vologda en Kostroma. 

## Gouverneurs
- 1708-1711 Pjotr Aleksejevitsj Golitsin
- 1711-1714 Aleksej Aleksandrovitsj Koerbatov (vicegouverneur)
- 1714-1725 Pjotr Jefimovitsj Lodjzjenski
- 1725-1727 Ivan Petrovitsj Izmailov
- 1727-1728 Ivan Michailovitsj Licharev
- 1728-1729 Villim Fermor
- 1729-1732 Semjon Fjodorovitsj Mesjtsjerski
- 1732-1732 Ivan Maksimovitsj Sjoevalov
- 1732-1738 Michail Joerjevitsj Sjtsjerbatov (de vader van Michail Sjtsjerbatov)
- 1738-1740 Andrej Litskin
- 1740-1740 Pjotr Kalinovitsj Poesjkin
- 1740-1743 Aleksej Andrejevitsj Obolenski-Beli
- 1743-1745 Aleksej Michailovitsj Poesjkin
- 1745-1762 Stefan Aleksejevitsj Joerjev
- 1762-1763 Grigori Filatovitsj Soechotin
- 1763-1780 Igor Andrejevitsj Golovtsin